# Iangambi
Iangambi (em francês: Yangambi) é uma cidade no território Isangi da província de Chopo, na República Democrática do Congo.
Iangambi fica na margem norte do rio Congo, sendo ligada ao restante do país pela Rodovia R408 que a conecta a Quissangane, 100 quilômetros a leste. A Rodovia não é pavimentada, sendo raramente usada na estação chuvosa. As estradas que ligam Iangambi a Isangi e Djolu também estão com infraestruturas muito precárias. O rio fornece uma rota de transporte alternativa. A cidade já foi servida pelo pequeno Aeroporto de Iangambi.
A região de Iangambi foi declarada área protegida em 1939, cobrindo 235.000 hectares. Iangambi foi declarada Reserva da Biosfera em 1976, parte do Programa Homem e a Biosfera (MAB) da Organização das Nações Unidas para a Educação, a Ciência e a Cultura (UNESCO).
Desde 1926 Iangambi se destaca por possuir uma unidade do Instituto Nacional de Estudos Agronómicos do Congo Belga (INEAC), um dos mais importantes centros de pesquisa agrícola e florestal tropical do mundo. Em 1962 o INEAC foi transformado em Instituto Nacional de Estudos e Pesquisas Agronômicas (INERA) e, em 1971 foi criado também o Instituto Facultário de Ciências Agronómicas de Iangambi (IFA-Iangambi). Iangambi possui a característica de ser uma cidade universitária.